# طب الغدد الصماء التناسلية والعقم
طب الغدد الصماء التناسلية والعقم هو اختصاص فرعي جراحي لأمراض النساء والتوليد يقوم بتدريب الأطباء في مجال طب الإنجاب لمعالجة الأمراض المتعلقة بالهرمونات المتعلقة بوظيفة التكاثر وأمراض العقم. في حين يركز معظم المتخصصين في هذا المجال في المقام الأول على علاج العقم، إلا أنهم يتدربون على تشخيص وعلاج أمراض الغدد الصماء التناسلية أيضًا لتقييم وعلاج الاختلالات الهرمونية في الإناث والذكور خارج حالات العقم. يتلقى أخصائيو الغدد الصماء الإنجابية تدريبًا متخصصًا في مجال طب النساء التوليد قبل حصولهم على التدريب في التخصص الفرعي للحصول على الزمالة.
تعتبر الجراحة الإنجابية تخصص متصل بهذا التخصص الفرعي، حيث يتخصص الطبيب في طب النساء والتوليد أو المسالك البولية في العمل على الاضطرابات التشريحية التي تؤثر على الخصوبة.

## الشهادة
في عدد من البلدان، تُنظم العملية التعليمية ليصير المتخرج متخصصًا فرعيًا في هذا المجال. ففي الولايات المتحدة على سبيل المثال، يضع المجلس الأمريكي لأمراض النساء والولادة والمجلس الأمريكي القومي لأمراض طب النساء والتوليد معايير لأخصائيي التخصصات الفرعية ليصبحوا معتمدين. بعد أربع سنوات من التدريب في طب التوليد والنسائيات، يجب إكمال زمالة معتمدة لمدة ثلاث سنوات بنجاح. بعد ذلك، يجب أولاً أن يكمل المتدرب شهادة البورد في طب التوليد والنسائيات من خلا امتحان كتابي وشفوي لكي يصبح حاصلاً على شهادة البورد في أمراض الغدد الصمّاء التناسلية والعقم. ومن ثَمّ يصبح متخصصًا في طب الغدد الصماء التناسلية والعقم.
في الولايات المتحدة، تستغرق الزمالة في الغدد الصماء التناسلية والعقم عادةً 3 سنوات، ويتم تقديمها في 40 مركزًا في جميع أنحاء البلاد اعتبارًا من عام 2013.
في الاتحاد الأوروبي، يمتلك المجلس الأوروبي وكلية أمراض النساء والولادة (EBCOG) مراكز اعتماد لبرنامج تدريب تخصصي في طب الإنجاب في 4 مراكز عبر الاتحاد الأوروبي اعتبارًا من عام 2012.
في أستراليا ونيوزيلندا، يستغرق برنامج التدريب في مجال الغدد الصماء التناسلية والعقم 3 سنوات، ويتم تقديمه في 15 مركزًا في كلا البلدين.

## المجتمعات الطبية
غالبًا ما ينتمي اختصاص الغدد التناسلية المعتمد من قبل مجلس الأمريكي لأمراض النساء والولادة إلى مجتمع طبي محدد يدعى الغدد الصماء التناسلية والعقم. ويجب أن يصدق المجلس الأمريكي القومي لأمراض طب النساء والتوليد على الممارسين الطبيين للحصول على العضوية الكاملة لاختصاص طب الغدد التناسلية والعقم.

## المجلات
- تُنشر مجلة الصحة الإنجابية بالنيابة عن الجمعية الأوربية لعلم التكاثر البشري والأجنة. وفقا لمجلة سي ماجو SCImago Journal ، تُعتبر مقالات تلك المجلة المُراجعة هي أكثر المقالات تحريرًا في طب التوليد والنسائيات في عام 2008.[6]
- تُنشر مجلة الإنجاب بالنيابة عن جمعية التناسل والخصوبة في المملكة المتحدة.
- مجلة علم الأحياء التناسلية والغدد الصماء هي مجلة مفتوحة المصدر متاحة عبر الإنترنت تنشره مؤسسة بيوميد المركزية.[7] تتعامل تلك المجلة مع كل من الطب البيطري والطب الإنجابي
- مجلة الخصوبة والعقم هي مجلة شهرية تصدرها الجمعية الأمريكية للطب التناسلي
- يوجد أيضًا العديد من المجلات الأكاديمية في طب النساء والتوليد التي تنشر العديد من المقالات المتعلقة بأمراض الغدد الصماء التناسلية والعقم.

## احتياجات المريض
وفقًا لمراجعة منهجية، يرغب مرضى الخصوبة في أن يُعاملوا مثل البشر الذين يحتاجون إلى المهارات الطبية والاحترام والتنسيق وإمكانية الوصول والمعلومات والراحة والدعم ومشاركة الشركاء والموقف الجيد والعلاقة مع موظفي عيادة الخصوبة.

## روابط خارجية
- Requirements for certification by ABOG/USA
- Guidelines for assessment and treatment for people with fertility problems from the المعهد الوطني للصحة وتفوق الرعاية